# Кумлисцихе
Кумлисцихе (груз. ქუმლისციხე, осет. Уæлвæз) — село в Грузии, на территории Казбегского муниципалитета края (мхаре) Мцхета-Мтианети.

## География
Село находится в северо-восточной части Грузии, на левом берегу реки Белая Арагви, на расстоянии приблизительно 25 километров (по прямой) к юго-западу от посёлка городского типа Степанцминда, административного центра муниципалитета. Абсолютная высота — 1884 метра над уровнем моря.

## Население
По результатам официальной переписи населения 2014 года в Кумлисцихе проживало 35 человек (18 мужчин и 17 женщин). В национальной структуре населения грузины составляли 97,1 %.
| Год  | Население, человек |
| ---- | ------------------ |
| 2002 | 38                 |
| 2014 | ↘ 35               |